# US-Dollar
Der US-Dollar (englisch United States dollar; Abkürzung: USD; Symbol: $) entstand 1785 und ist seit 1792 offizielle Währungseinheit der Vereinigten Staaten.
Ein US-Dollar wird offiziell in 10 Dime, 100 Cent (Symbol: ¢ oder c) oder 1000 Mill (Symbol: ₥) unterteilt. Aufgrund der grünen Farbgestaltung der Rückseiten der Banknoten wird der US-Dollar umgangssprachlich auch als Greenback bezeichnet. Auch die Bezeichnung „Buck“ ist verbreitet.
Den Druck der Banknoten verantwortet das Bureau of Engraving and Printing. Die Münzprägung obliegt der United States Mint. Der US-Dollar ist frei konvertierbar.

## Geschichte
Der Ursprung der Einheitswährung der Vereinigten Staaten von Amerika liegt im Jahr 1690, als an der Ostküste Nordamerikas mehrere britische Kolonien existierten. Damals waren die Kolonien als Lieferanten von Rohstoffen, unter anderem für Tabak und Baumwolle, sehr wertvoll. Die 13 Kolonien erhoben Zölle an ihren Grenzen, was den Handel erschwerte. Außerdem war die englische Währung (das englische Pfund) verboten. In den amerikanischen Kolonien gab es mehrere Währungen für den Handel. Eine der Kolonien, die „Massachusetts Bay Colony“ (heute der US-Bundesstaat Massachusetts) war die erste Kolonie, die eigenes Papiergeld nutzte, um das Militär zu finanzieren. Die anderen Kolonien folgten diesem Beispiel (siehe auch Geschichte der US Army).

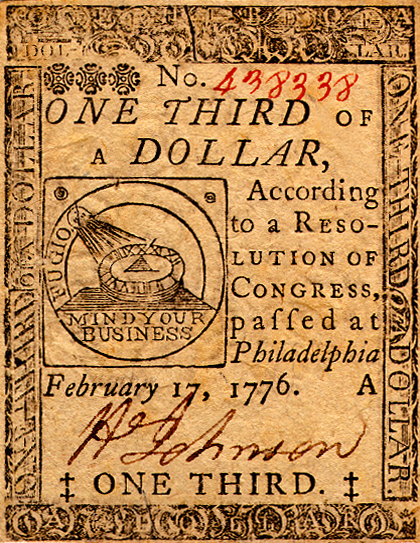
Banknote über Ein Drittel eines Continental Dollars, ausgegeben am 17. Februar 1776 in Philadelphia

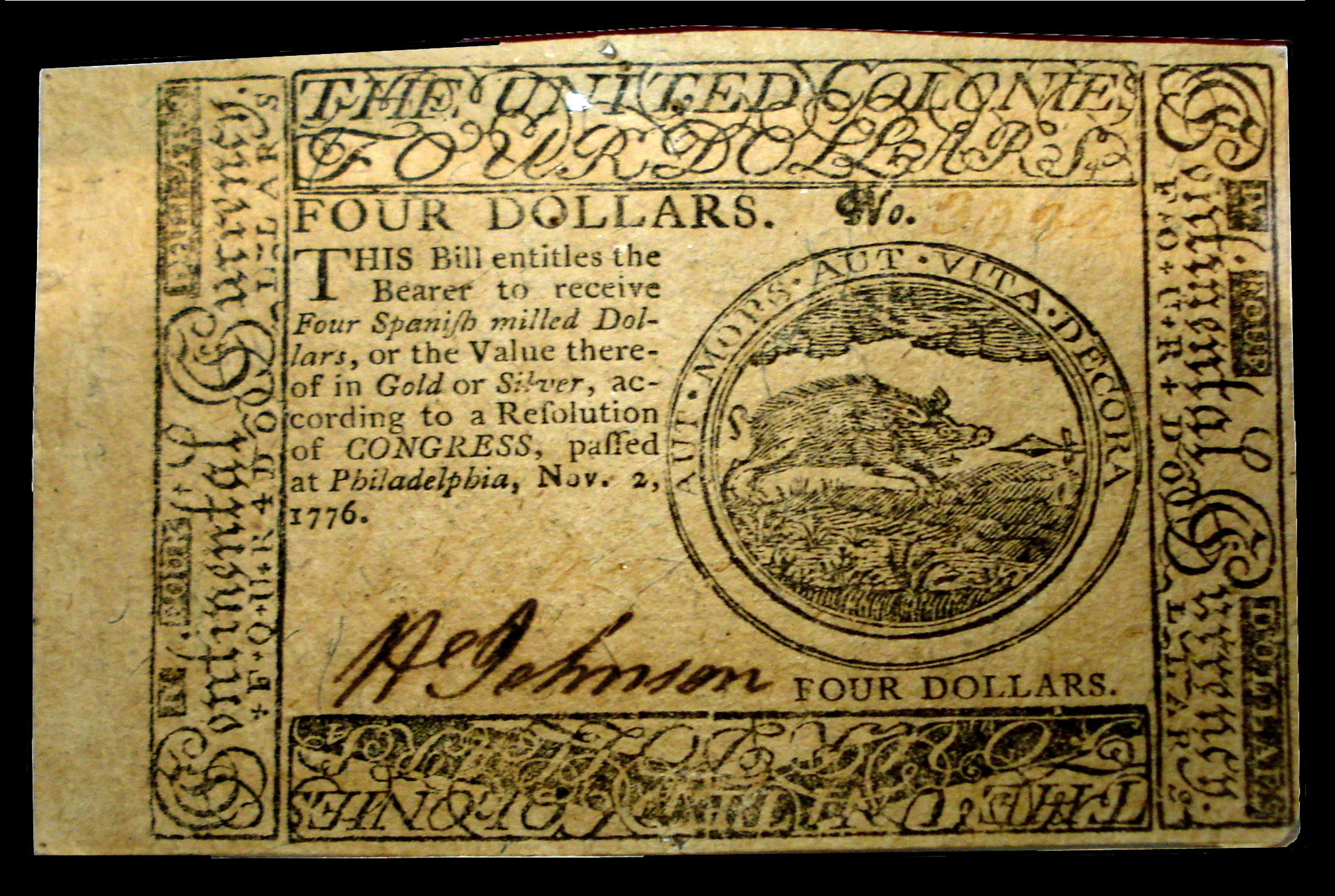
4-Continental-Dollar-Note 1776

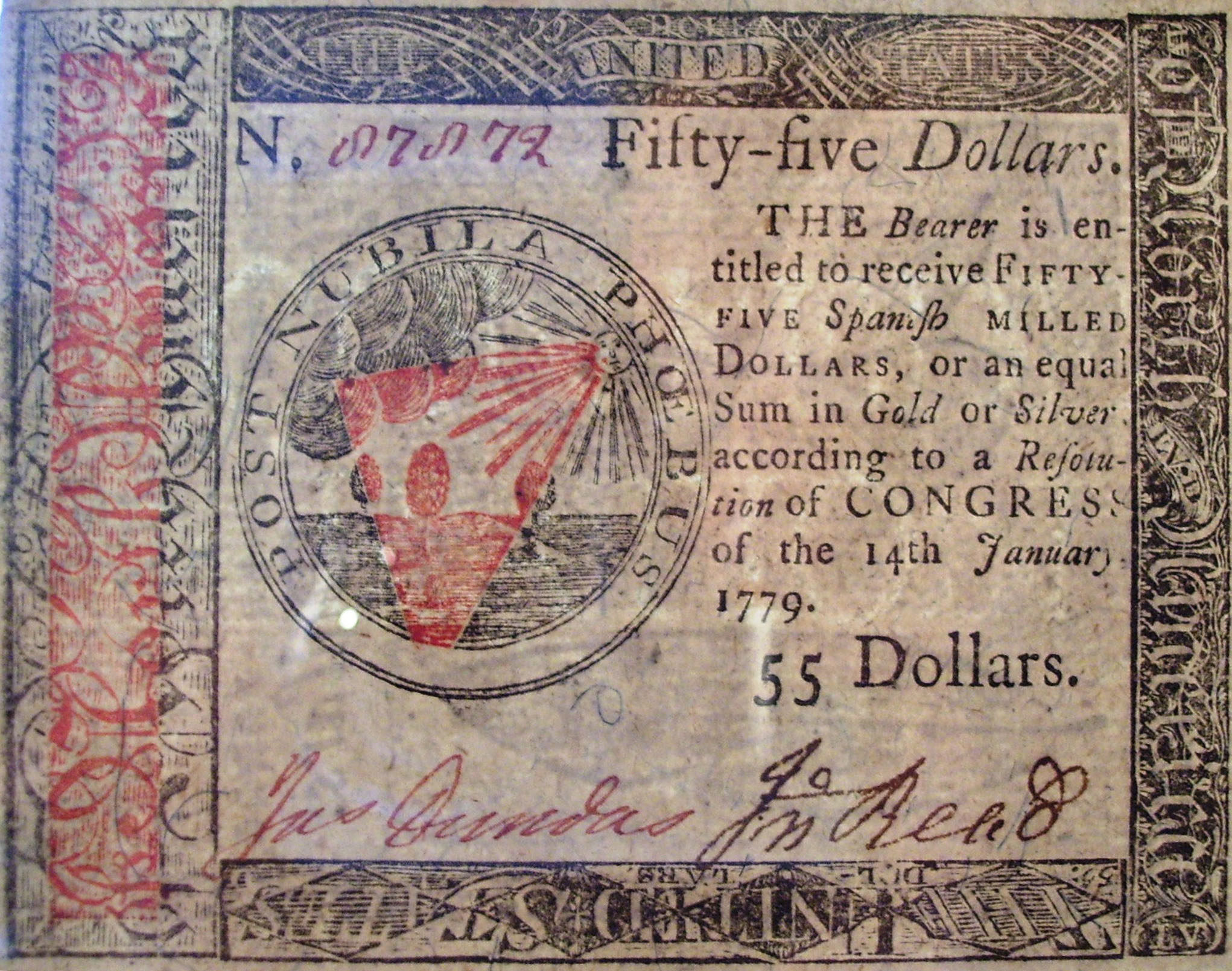
55-Continental-Dollar-Note 1779

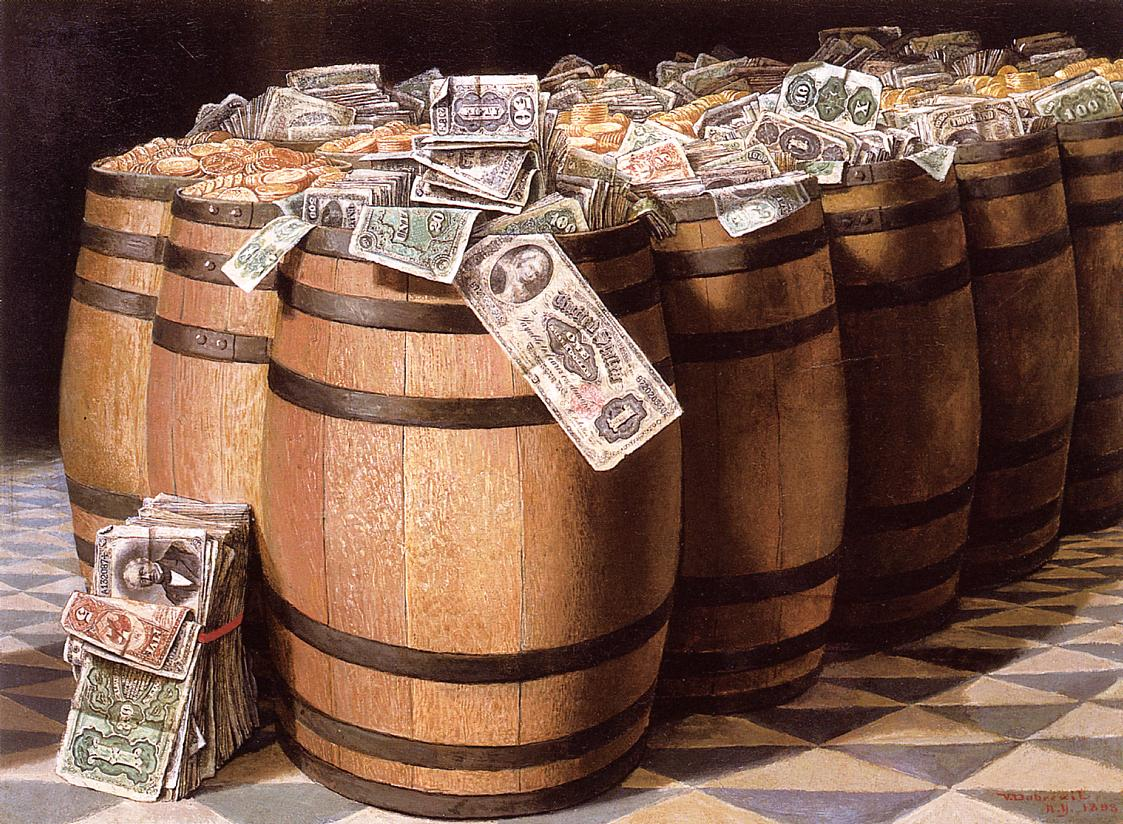
Fast alle erhaltenen Gemälde des spätestens ab 1886 in den Vereinigten Staaten lebenden französischen Malers Victor Dubreuil (ca. 1840–1910) haben dasselbe Thema: den US-Dollar, hier Money to Burn, 1893.

Die Briten versuchten, durch Restriktionen das Entstehen einer vom Mutterland unabhängigen Industrie und Finanzwirtschaft zu verhindern. Im Jahre 1704 wurde das Prägen von Münzen in allen Kolonien verboten. Um weiterhin Handel betreiben zu können, verwendeten die Kolonisten meist spanische oder niederländische Zahlungsmittel (Niederlande: Gulden; Spanien: Real).
In diesem Zusammenhang entstand die Bezeichnung Dollar. Holländer nannten den Joachimstaler „daler“, der im Böhmischen Königreich am Anfang des 16. Jahrhunderts geprägt wurde, als dort die Jagiellonen herrschten. Später wurde die Münzenbezeichnung in den Währungsnamen abgeleitet.
Silbermünzen spanischer Herkunft wurden als „Spanish dollars“ (spanische Dollar) bezeichnet.
Im Jahr 1775 brach der Amerikanische Unabhängigkeitskrieg aus. Der Kontinentalkongress, der die Regierung der Kolonien darstellte, ließ als neue offizielle Währung der Kolonien eigene Banknoten drucken, die Kontinental-Dollars. Die neu eingeführte Währung wurde oft gefälscht. Auch wegen des schwachen Finanzsystems verlor sie rasch an Wert und blieb nicht lange im Umlauf.

Im Jahre 1781 bat der Kontinentalkongress die erste damalige nationale Bank um Hilfe, die Bank of North America in Philadelphia. Ziel war es, das Finanzsystem zu stärken. 1785 wurde der US-Dollar als neue Währung der USA geschaffen; 1787 wurden die ersten Münzen emittiert. 1792 legte man im Coinage Act of 1792 das monetäre System auch gesetzlich fest.
Der US-Dollar ist von Beginn an eine Dezimalwährung. Die USA waren der erste Staat, der dieses System dauerhaft einführte. Der Dollar wurde in 10 Dimes, 100 Cents und 1000 Mills unterteilt. 10 Dollar entsprechen einem Eagle. Die Bezeichnung ‚Dime‘ ist bis heute für das 10-Cent-Stück gebräuchlich; der Dime ist aber keine Rechnungswährung. Das Mill wurde nie auf Münzen geprägt, aber teilweise bis in die 1960er Jahre hinein in bestimmten Fällen verwendet. Für die Hundertsteleinteilung bei nahezu allen weltweit existierenden Währungen fungierte der Cent als Vorbild. Die neuen Münzen wurden aus Gold, Silber und Kupfer geprägt.
Der US-Kongress verabschiedete am 3. März 1849 den „Mint Act“ (auch „Gold Coinage Act“ genannt), der der Münzanstalt United States Mint das Prägen zweier Goldmünzen gestattete. Damit entstanden der „Gold Dollar“ und der „Double Eagle“ im Nominalwert von 20 Dollar.
Die ersten Dollar-Banknoten aus Papier wurden in den Jahren 1861/1862 in Umlauf gebracht, um den Sezessionskrieg zu finanzieren. Die Scheine wurden wegen ihrer Farbe „Greenbacks“ genannt und zeigten auf der Vorderseite Porträts berühmter Amerikaner. Die neuen Scheine waren schwerer zu fälschen und trugen das Siegel des Finanzministeriums.
Im Jahre 1913 wurde das Federal Reserve System gegründet (gesetzliche Basis: Federal Reserve Act). Man wollte das Finanzsystem so strukturieren, dass man es den wechselnden Bedürfnissen des Landes anpassen konnte. Der erste Schein der neu gegründeten Notenbank wurde im Jahre 1914 emittiert. Später entschied der Aufsichtsrat der Bank, die Größe der Scheine um 30 Prozent zu reduzieren, um die Herstellungskosten zu senken.
Im Laufe der Jahre gewann der US-Dollar immer mehr an internationaler Bedeutung. Bei dem Treffen im Jahre 1944, in Bretton Woods (New Hampshire, USA), bei dem das Bretton-Woods-System entstand, wurde der US-Dollar zur Leitwährung gewählt. Das Bretton-Woods-System wurde von Repräsentanten von insgesamt 44 Staaten und vom Internationalen Währungsfonds entwickelt. Das Ziel des neuen Systems war die Schaffung eines reibungslosen weltweiten und zwischenstaatlichen Handels durch die Etablierung fester Wechselkurse. Im August 1971 hob der damalige US-Präsident Richard Nixon die Golddeckung des US-Dollar auf (Nixon-Schock). Im Frühjahr 1973 brach das Bretton-Woods-System, 29 Jahre nach seiner Einführung, zusammen.
Das Aussehen und die Größe der Dollar-Noten änderten sich bis zum Jahre 1996 nicht, als man neue Sicherheitsmerkmale zum Schutz vor Fälschungen einführte. 

## Goldstandard und Goldverbot
Im Rahmen der offiziellen Goldstandardwährung existierten seit dem „Currency Act“ im Jahre 1900 Golddollars als Kurantmünzen. Seit etwa 1900 waren alle geprägten Silberdollar und deren Untereinheiten bis zum 1-Cent-Stück Scheidemünzen.
1900 wurde die Goldparität pro Dollar auf 1,504632 Gramm festgelegt.
Mit dem Beginn der Weltwirtschaftskrise im Jahr 1929 belief sich der Wert einer Unze Gold nur auf 20,67 US-Dollar, wodurch eine Erhöhung der Geldmenge, um der Krise entgegenzusteuern, nicht durch die Goldvorräte gedeckt gewesen wäre. Die Krise weitete sich weltweit aus und viele Staaten setzten den Goldstandard aus, was zu einer Abwertung des Geldes führte.
Am 5. April 1933 wurde das Verbot des privaten Goldbesitzes, gemäß dem „Goldverbot-Erlass“ von Franklin Roosevelt, nach einer Veränderung des Entwurfes vom 9. März 1933 endgültig rechtskräftig. Dies umfasste den Privatbesitz an sämtlichen Goldmünzen, Goldbarren sowie Goldzertifikaten. Die Eigentümer wurden aufgefordert, ihr Gold gegen einen Wert von 20,67 US-Dollar pro Unze herauszugeben. Die Möglichkeit des Eintausches von Münzen und Banknoten in Gold war nicht länger gegeben. Am 31. Januar 1934 wurde die Goldparität pro Dollar auf 0,888671 Gramm festgelegt, was einem Wert von 35 Dollar pro Feinunze entspricht.
Dem Abkommen zufolge war ein Tausch von Dollar zu Gold (35 US-Dollar pro Unze) ausschließlich im kommerziellen, zwischenstaatlichen Handel möglich.
Die USA produzierten Dollar über den eigentlichen Wert ihrer Goldreserven hinaus. Die US-Dollar-Vorräte in Europa und Japan überstiegen bereits 1960 die amerikanischen Goldreserven. Die USA hatten (auch wegen des Vietnamkrieges) seit 1967 hohe Handelsbilanzdefizite.
Die Nixon-Regierung gab am 15. August 1971 bekannt, es müssten außergewöhnliche Maßnahmen ergriffen werden, um die US-Wirtschaft zu schützen. Sie schaffte die Goldeinlösepflicht ab, die die USA im Bretton-Woods-System hatten.
Drei Jahre später war der Goldpreis fünf Mal so hoch.
Erst 1974, über 40 Jahre nach seinem Erlass, wurde das Verbot des privaten Goldbesitzes wieder aufgehoben.

## Wechselkursentwicklung
Seit dem Zweiten Weltkrieg wurde der US-Dollar zur vorherrschenden Reserve- und Handelswährung der Welt. Trotz Beendigung der Gold-Konvertibilität im Jahr 1971 durch US-Präsident Richard Nixon und vieler politischer Umbrüche erhielten sich die USA über viele Jahre diese Vormachtstellung.
2002 bis 2004 sank der Wechselkurs des US-Dollar wegen eines enormen Defizits in der Außenhandelsbilanz der USA um rund 15 Prozent gegenüber dem gewichteten Durchschnitt allen konvertiblen Währungen von Handelspartnern der USA. Nach einer kurzen „Erholungsphase“ setzte sich der Wertverlust seit 2006 fort und verschärfte sich noch mit der Hypothekenkrise ab Mitte 2007 und der von US-Banken verursachten Weltfinanzkrise 2007–2008.

Nach der US-Präsidentschaftswahl am 5. November 2024 stieg der USD von 0,91 € auf 0,98 € Ende Januar 2025 an. Er fiel Anfang März (als US-Präsident Trump Zölle ankündigte) von rund 0,96 € auf 0,92 € und am Tag der Bekanntgabe der Zollhöhen auf rund 0,90 €.

### Deutsche Mark
Zum Dollarkurs in Deutscher Mark von 1948 bis 1998 siehe Außenwert der Deutschen Mark.

### Euro
Nachdem der Euro als Buchgeld am 1. Januar 1999 eingeführt worden war, konnte er bereits vier Tage später zu einem Wechselkurs von 1,1789 Euro in US-Dollar getauscht werden. Der Kurs des Euro gegenüber dem US-Dollar fiel 1999 und 2000 stark. Ein Höchststand des US-Dollar wurde am 26. Oktober 2000 erreicht: 1 US-Dollar kostete 1,2118 Euro. Der Kurs des US-Dollar fiel in den Jahren 2002 bis 2004 um über 50 Prozent. Die 2007 in den USA einsetzende Subprime-Krise führte zu weitere Kursverlusten des US-Dollars. Die Zinsen wurden gesenkt und Gelder von Investoren und Spekulanten flossen ab. Den historischen Tiefststand erreichte der US-Dollar am 15. Juli 2008 bei einem Kurs von 1,5990 US-Dollar für einen Euro (1 USD kostete 0,6254 Euro). Nach einem kontinuierlichen Anstieg seit März 2014 stieg der US-Dollar-Kurs bis Juli 2020 auf einen Kurs von 1,16 US-Dollar je Euro.
| Jahr | 1 EUR      | Jahr | 1 EUR      | Jahr | 1 EUR      | Jahr | 1 EUR      | Jahr | 1 EUR      | Jahr | 1 EUR      |
| ---- | ---------- | ---- | ---------- | ---- | ---------- | ---- | ---------- | ---- | ---------- | ---- | ---------- |
| 1995 | –          | 2000 | 0,9235 USD | 2005 | 1,2464 USD | 2010 | 1,3274 USD | 2015 | 1,1097 USD | 2020 | 1,1422 USD |
| 1996 | –          | 2001 | 0,8960 USD | 2006 | 1,2563 USD | 2011 | 1,3927 USD | 2016 | 1,1066 USD | 2021 | 1,1832 USD |
| 1997 | –          | 2002 | 0,9425 USD | 2007 | 1,3704 USD | 2012 | 1,2857 USD | 2017 | 1,1300 USD | 2022 | 1,0538 USD |
| 1998 | –          | 2003 | 1,1341 USD | 2008 | 1,4714 USD | 2013 | 1,3285 USD | 2018 | 1,1810 USD | 2023 | 1,0822 USD |
| 1999 | 1,0661 USD | 2004 | 1,2441 USD | 2009 | 1,3945 USD | 2014 | 1,3292 USD | 2019 | 1,1201 USD | 2024 | 1,0822 USD |

### Schweizer Franken
Von 1945 bis 1971 war der Franken durch das Bretton-Woods-System an den US-Dollar gekoppelt, ein US-Dollar kostete so 1945 bis 1949 4,30521 Franken, ab 1949 bis zum Zusammenbruch des Bretton-Woods-Systems 4,375 Franken. Seither verlor der US-Dollar gegenüber dem Schweizer Franken stets an Wert. Die erstmalige Gleichwertigkeit zum Schweizer Franken erreichte der US-Dollar am 14. März 2008. Der bisherige Tiefstand war am 9. August 2011 mit 0,7215 Franken pro US-Dollar.
| Jahr | 1 CHF      | Jahr | 1 CHF      | Jahr | 1 CHF      | Jahr | 1 CHF      | Jahr | 1 CHF      | Jahr | 1 CHF      |
| ---- | ---------- | ---- | ---------- | ---- | ---------- | ---- | ---------- | ---- | ---------- | ---- | ---------- |
| 1995 | 0,8480 USD | 2000 | 0,5927 USD | 2005 | 0,8050 USD | 2010 | 0,9612 USD | 2015 | 1,0408 USD | 2020 | 1,0665 USD |
| 1996 | 0,8099 USD | 2001 | 0,5931 USD | 2006 | 0,7984 USD | 2011 | 1,1324 USD | 2016 | 1,0153 USD | 2021 | 1,0942 USD |
| 1997 | 0,6894 USD | 2002 | 0,6425 USD | 2007 | 0,8338 USD | 2012 | 1,0669 USD | 2017 | 1,0162 USD | 2022 | 1,0480 USD |
| 1998 | 0,6906 USD | 2003 | 0,7446 USD | 2008 | 0,9261 USD | 2013 | 1,0794 USD | 2018 | 1,0224 USD | 2023 | 1,1136 USD |
| 1999 | 0,6662 USD | 2004 | 0,8061 USD | 2009 | 0.9236 USD | 2014 | 1,0941 USD | 2019 | 1,0065 USD | 2024 | 1,1361 USD |

### Japanischer Yen
Der japanische Yen ist nach dem US-Dollar und dem Euro die am dritthäufigsten gehandelte Währung in der Welt. Die Währung verlor zum Ende des Zweiten Weltkrieges einen Großteil ihres Wertes und wurde 1949 im Rahmen des Bretton-Woods-Systems fest an den US-Dollar gekoppelt. Ein US-Dollar besaß damals den Wert von 360 Yen. Seit 1973 kann der Yen frei gehandelt werden. Die japanische Währung hat eine wesentlich schwächere internationale Gewichtung als der Euro und der US-Dollar. Bis 1971 wurde der Yen unterbewertet, was die USA veranlasste, zu handeln und vom Goldstandard abzurücken. 1971 wurde ein neuer Wechselkurs von 308 Yen gegenüber dem US-Dollar festgesetzt, dieser ließ sich jedoch nur schwer halten und 1973 wurden die Hauptwährungen der Welt zu freien Währungen gemacht.
| Jahr | 1 JPY      | Jahr | 1 JPY      | Jahr | 1 JPY      | Jahr | 1 JPY      | Jahr | 1 JPY      | Jahr | 1 JPY      |
| ---- | ---------- | ---- | ---------- | ---- | ---------- | ---- | ---------- | ---- | ---------- | ---- | ---------- |
| 1995 | 0,0106 USD | 2000 | 0,0093 USD | 2005 | 0,0091 USD | 2010 | 0,0114 USD | 2015 | 0,0083 USD | 2020 | 0,0094 USD |
| 1996 | 0,0092 USD | 2001 | 0,0082 USD | 2006 | 0,0086 USD | 2011 | 0,0125 USD | 2016 | 0,0092 USD | 2021 | 0,0091 USD |
| 1997 | 0,0083 USD | 2002 | 0,0080 USD | 2007 | 0,0085 USD | 2012 | 0,0125 USD | 2017 | 0,0089 USD | 2022 | 0,0077 USD |
| 1998 | 0,0076 USD | 2003 | 0,0086 USD | 2008 | 0,0096 USD | 2013 | 0,0103 USD | 2018 | 0,0091 USD | 2023 | 0,0071 USD |
| 1999 | 0,0088 USD | 2004 | 0,0092 USD | 2009 | 0.0107 USD | 2014 | 0,0095 USD | 2019 | 0,0092 USD | 2024 | 0,0066 USD |

### Pfund Sterling
| Jahr | 1 GBP      | Jahr | 1 GBP      | Jahr | 1 GBP      | Jahr | 1 GBP      | Jahr | 1 GBP      | Jahr | 1 GBP      |
| ---- | ---------- | ---- | ---------- | ---- | ---------- | ---- | ---------- | ---- | ---------- | ---- | ---------- |
| 1995 | 1,5781 USD | 2000 | 1,5130 USD | 2005 | 1,8182 USD | 2010 | 1,5458 USD | 2015 | 1,5285 USD | 2020 | 1,2841 USD |
| 1996 | 1,5602 USD | 2001 | 1,4369 USD | 2006 | 1,8400 USD | 2011 | 1,6041 USD | 2016 | 1,3557 USD | 2021 | 1,3751 USD |
| 1997 | 1,6371 USD | 2002 | 1,4987 USD | 2007 | 2,0009 USD | 2012 | 1,5848 USD | 2017 | 1,2886 USD | 2022 | 1,2372 USD |
| 1998 | 1,1211 USD | 2003 | 1,1312 USD | 2008 | 1,8554 USD | 2013 | 1,5648 USD | 2018 | 1,3348 USD | 2023 | 1,2438 USD |
| 1999 | 1,0658 USD | 2004 | 1,2439 USD | 2009 | 1,5654 USD | 2014 | 1,6477 USD | 2019 | 1,2769 USD | 2024 | 1,2780 USD |

### Wechselkursdiagramme

1 Euro in US-Dollar ab 1999
1 Pfund Sterling in US-Dollar ab 1990
1 US-Dollar in Yen ab 1990
1 US-Dollar in Kanadische Dollar ab 1990
1 US-Dollar in Mexikanische Peso ab 1994
1 US-Dollar in Renminbi ab 1990

## Internationale Bedeutung des US-Dollars
Seit dem Bretton-Woods-System wurde der US-Dollar als weltweite Leit-, Transaktions- und Reservewährung geführt. Er ist die weltweit meistgehandelte Währung.
In einigen Staaten der Welt gilt der US-Dollar als inoffizielle Neben- oder Zweitwährung. In manchen Staaten ist eine Bezahlung in US-Dollar möglich, ohne ihn in die eigentliche Landeswährung umwechseln zu müssen.
Der außerhalb der USA kursierende Eurodollar ist keine eigenständige Währung, sondern entstand nach 1957 aus der alternativen Geldanlage von Staatsbanken des ehemaligen Ostblocks (insbesondere der Sowjetunion), die ihre Deviseneinnahmen zwar in US-Dollar, aber außerhalb der USA beispielsweise am Finanzplatz London anlegten. Auf gleiche Weise entstand der Asiendollar in Hongkong, Singapur und Tokio.
Einige Rohstoffe werden am Weltmarkt in US-Dollar gehandelt. Dazu zählt beispielsweise Erdöl, wobei das dafür den Verkäuferstaaten zufließende Geld unter dem Begriff Petrodollar wieder auf die internationalen Märkte kommt.

### Die Rolle des US-Dollars als Reservewährung
Während der Euro-Anteil an den weltweiten Währungsreserven deutlich zunahm, sank der Anteil des US-Dollars in den letzten Jahren nur unwesentlich.
Im Allgemeinen wird davon ausgegangen, dass der Euro stetig an Bedeutung als weltweite Reservewährung zunehmen, der US-Dollar hingegen an Bedeutung verlieren wird.
Weltweit kann der US-Dollar über einen Anteil von mehr als 60 % der gesamten Anlagereserven verfügen, was mehreren Billionen entspricht. Die FED kann über diesen Wert verfügen und ihn in Form von Krediten auf dem Weltmarkt anbieten. Der Zins, der auf diese Kredite gezahlt werden muss, stellt die Seigniorage-Einnahmen der FED dar.
| | 1970 | 1980 | 1990 | 2000 | 2001 | 2002 | 2003 | 2004 | 2005 | 2006 | 2007 | 2008 | 2009 | 2010 | 2011 | 2012 | 2013 | 2014 | 2015 | 2016  | 2017  | 2018  | 2019  | 2020  | 2021  | 2022  | 2023  | 2024  |
| --- | ---- | ---- | ---- | ---- | ---- | ---- | ---- | ---- | ---- | ---- | ---- | ---- | ---- | ---- | ---- | ---- | ---- | ---- | ---- | ----- | ----- | ----- | ----- | ----- | ----- | ----- | ----- | ----- |
| USD | 77,2 | 67,2 | 62,8 | 70,5 | 70,7 | 66,5 | 65,8 | 65,9 | 66,4 | 65,5 | 64,1 | 64,1 | 62,1 | 61,8 | 62,2 | 61,2 | 61,0 | 63,3 | 64,1 | 65,36 | 62,73 | 61,76 | 60,75 | 58,92 | 59,15 | 58,36 | 58,44 | 53,63 |
| EUR | –    | –    | –    | –    | 17,9 | 24,2 | 25,3 | 24,9 | 24,3 | 25,1 | 26,3 | 26,4 | 27,6 | 26,0 | 25,0 | 24,2 | 24,4 | 21,9 | 19,7 | 19,14 | 20,17 | 20,67 | 20,59 | 21,29 | 20,48 | 20,47 | 19,94 | 18,39 |
| DEM | 1,9  | 14,8 | 19,8 | –    | –    | –    | –    | –    | –    | –    | –    | –    | –    | –    | –    | –    | –    | –    | –    | –     | –     | –     | –     | –     | –     | –     | –     | –     |
| JPY | –    | 0,1  | 4,6  | 9,4  | 5,2  | 4,5  | 4,1  | 3,9  | 3,7  | 3,1  | 2,9  | 3,1  | 2,9  | 3,7  | 3,5  | 4,0  | 3,8  | 3,9  | 4,0  | 3,95  | 4,90  | 5,19  | 5,87  | 6,03  | 5,83  | 5,51  | 5,69  | 5,40  |
| GBP | 10,4 | 2,9  | 2,4  | 2,8  | 2,7  | 2,9  | 2,6  | 3,3  | 3,6  | 4,4  | 4,7  | 4,0  | 4,3  | 3,9  | 3,8  | 4,0  | 4,0  | 3,8  | 4,9  | 4,35  | 4,54  | 4,43  | 4,64  | 4,73  | 4,81  | 4,95  | 4,86  | 4,39  |
| FRF | 1,1  | 1,7  | 2,7  | –    | –    | –    | –    | –    | –    | –    | –    | –    | –    | –    | –    | –    | –    | –    | –    | –     | –     | –     | –     | –     | –     | –     | –     | –     |
| CNY | –    | –    | –    | –    | –    | –    | –    | –    | –    | –    | –    | –    | –    | –    | –    | –    | –    | –    | –    | 1,08  | 1,23  | 1,89  | 1,94  | 2,29  | 2,66  | 2,69  | 2,29  | 2,02  |
| CAD | –    | –    | –    | –    | –    | –    | –    | –    | –    | –    | –    | –    | –    | –    | –    | –    | –    | –    | –    | 1,94  | 2,03  | 1,84  | 1,86  | 2,08  | 2,19  | 2,38  | 2,59  | 2,57  |
| AUD | –    | –    | –    | –    | –    | –    | –    | –    | –    | –    | –    | –    | –    | –    | –    | –    | –    | –    | –    | 1,69  | 1,80  | 1,63  | 1,70  | 1,83  | 1,81  | 1,96  | 2,14  | 1,91  |
| CHF | 0,7  | 3,2  | 0,8  | 0,3  | 0,3  | 0,4  | 0,2  | 0,2  | 0,1  | 0,2  | 0,2  | 0,1  | 0,1  | 0,1  | 0,1  | 0,3  | 0,3  | 0,3  | 0,3  | 0,16  | 0,18  | 0,14  | 0,15  | 0,17  | 0,17  | 0,23  | 0,20  | 0,84  |
| andere | 8,7  | 5,9  | 4,9  | 1,4  | 1,2  | 1,4  | 1,9  | 1,8  | 1,9  | 1,8  | 1,8  | 2,2  | 3,1  | 4,4  | 5,3  | 5,8  | 6,5  | 6,8  | 6,7  | 2,33  | 2,43  | 2,45  | 2,51  | 2,65  | 2,91  | 3,45  | 3,85  | 7,22  |
| Quellen: 1970–1984: BIZ: The evolution of reserve currency diversification, December 1986, S. 7, Tab. 1 (englisch) 1995–2015: IWF: Currency Composition of Official Foreign Exchange Reserves 1999–2005 (nur absolute Zahlen): EZB: The Accumulation of Foreign Reserves, Occasional Paper Series, Nr. 43 2016–2023: IWF: World Currency Composition of Official Foreign Exchange Reserves 2024: IWF: Global Foreign Exchange Reserves Trends (nur absolute Zahlen) |      |      |      |      |      |      |      |      |      |      |      |      |      |      |      |      |      |      |      |       |       |       |       |       |       |       |       |       |

### Rolle als Transaktionswährung
Der US-Dollar verzeichnet einen Anteil von über 50 % an internationalen Finanztransaktionen und ist somit die weltweit meistgehandelte Währung. Nach dem Zweiten Weltkrieg wurde das Britische Pfund, die damalige Leitwährung, weitgehend vom US-Dollar an den (Finanz-)Märkten abgelöst. Die US-Dollar-Transaktionen beliefen sich im Jahr 2003 auf einen Anteil von 50 % gegenüber einem Anteil von 25 % in Euro und jeweils 10 % in Pfund Sterling und dem japanischen Yen.

### Rolle als Handelswaffe
Durch Gesetze wie dem International Emergency Economic Powers Act, dem Trading With the Enemy Act und dem USA PATRIOT Act setzen die USA die Dominanz des US-Dollars zunehmend als Handelswaffe ein. Der Status des US-Dollars gibt den USA eine globale, extraterritoriale Kontrolle über Unternehmen und Regierungen, die mit einer von den USA sanktionierten Partei handeln wollen. Auch Privatpersonen können davon betroffen sein; zum Beispiel beschlagnahmten die USA 137.000 Dänische Kronen (ca. 18.500 Euro) von einem dänischen Polizisten, der versucht hatte, kubanische Zigarren legal aus Deutschland zu kaufen. Da die Transaktion automatisch über die USA geleitet wurde, beschlagnahmten die USA die Transaktion und behaupteten, dass sie gegen das US-amerikanische Handelsembargo mit Kuba verstoße. Die bloße Androhung einer Strafverfolgung durch die USA kann sowohl die Handelsaktivitäten globaler Akteure als auch Finanzmärkte destabilisieren und somit Handel, an dem die USA selbst nicht beteiligt sind, nachhaltig behindern. Dadurch können die USA den US-Dollar nutzen, um ihre geopolitischen Interessen weitgehend außerhalb internationaler Gesetze durchzusetzen.
Die EU, China, Russland, Iran und andere Länder suchen zunehmend nach einem alternativen Währungssystem, das den USA weniger Macht über ihre Handelsaktivitäten gewähren würde. Beispielsweise gab die EU am 18. Mai 2018 bekannt, ein Abwehrgesetz gegen US-Sanktionen gegen Iran in die Wege zu leiten, was schließlich zu der Gründung von Instex führte.

### Rolle als gesetzliches Zahlungsmittel außerhalb der USA

#### US-Dollar als aktives Zahlungsmittel
Auch in einigen Staaten und Regionen außerhalb der USA und deren Außengebiete wird der US-Dollar, trotz seines Status als Fremdwährung in diesen Gebieten, als offizielles oder gesetzliches Zahlungsmittel geführt. Dazu zählen:
- Bonaire, Besondere Gemeinde der Niederlande, seit 2011
- Britische Jungferninseln, Britisches Überseegebiet
- Ecuador, seit September 2000, prägt außerdem eigene Münzen
- El Salvador, seit 2001, die ehemalige Landeswährung Colón ist weiterhin offiziell gültig, aber nicht mehr im Umlauf
- Kambodscha, als Zweitwährung parallel zur Landeswährung Riel
- Liberia, als Zweitwährung parallel zur Landeswährung Liberianischer Dollar
- Marshallinseln (traditionell)
- Mikronesien (traditionell)
- Osttimor, seit 2000, prägt außerdem eigene Münzen
- Palau (traditionell)
- Panama, als Zweitwährung parallel zur Landeswährung Balboa (Balboa-Banknoten existieren nicht)
- Saba, Besondere Gemeinde der Niederlande, seit 2011
- Simbabwe, als Übergangswährung (auch Euro und Rand)
- Sint Eustatius, Besondere Gemeinde der Niederlande, seit 2011
- Turks- und Caicosinseln, Britisches Überseegebiet

#### US-Dollar als passives Zahlungsmittel
Außerdem sind folgende Staaten und Territorien passive Verwender des US-Dollars, wobei dieser teilweise die De-facto-Währung ist:
- Bahamas
- Bermuda, Britisches Überseegebiet
- Britisches Territorium im Indischen Ozean
- Cayman Islands, Britisches Überseegebiet
- Guatemala
- Malediven

#### Feste Wechselkurse zu anderen Währungen
Derzeitige Währungen, die mit einem festen Wechselkurs an den US-Dollar gekoppelt sind:
| Währung               | Wechselkurs | Länder |
| --------------------- | --- | --- |
| Antillen-Gulden       | 1 : 1,79 | Curaçao Sint Maarten                                                                                                  |
| Aruba-Florin          | 1 : 1,79 | Aruba |
| Bahama-Dollar         | 1 : 1 | Bahamas |
| Bahrain-Dinar         | 1 : 0,376 | Bahrain |
| Barbados-Dollar       | 1 : 2 | Barbados |
| Belize-Dollar         | 1 : 1,97 (de facto 1:2)                                                                                        | Belize |
| Bermuda-Dollar        | 1 : 1 | Bermuda |
| Eritreischer Nakfa    | 1 : 15 | Eritrea |
| Jordanischer Dinar    | 1 : 0,709 | Jordanien |
| Kaiman-Dollar         | 1 : 1,227 (de facto 1 : 1,25)                                                                                  | Cayman Islands |
| Katar-Riyal           | 1 : 3,64 | Katar |
| Kubanischer Peso      | 1 : 24 (offiziell) 1 : 120 (für natürliche Personen, de facto gibt es einen volatilen informellen Wechselkurs) | Kuba |
| Libanesisches Pfund   | 1 : 1.507,5 | Libanon |
| Omanischer Rial       | 1 : 0,3845 | Oman |
| Ostkaribischer Dollar | 1 : 2,7 | Anguilla Antigua und Barbuda Dominica Grenada Montserrat St. Kitts und Nevis St. Lucia St. Vincent und die Grenadinen |
| Panamaischer Balboa   | 1 : 1 | Panama |
| Saudi-Riyal           | 1 : 3,75 | Saudi-Arabien |
| Turkmenistan-Manat    | 1 : 3,50 | Turkmenistan |
| VAE-Dirham            | 1 : 3,6725 | Vereinigte Arabische Emirate                                                                                          |

## Dollar-Indizes
Der US-Dollar ist eine wichtige Korbwährung und wird daher für mehrere Indizes herangezogen.

### U.S. Dollar Index

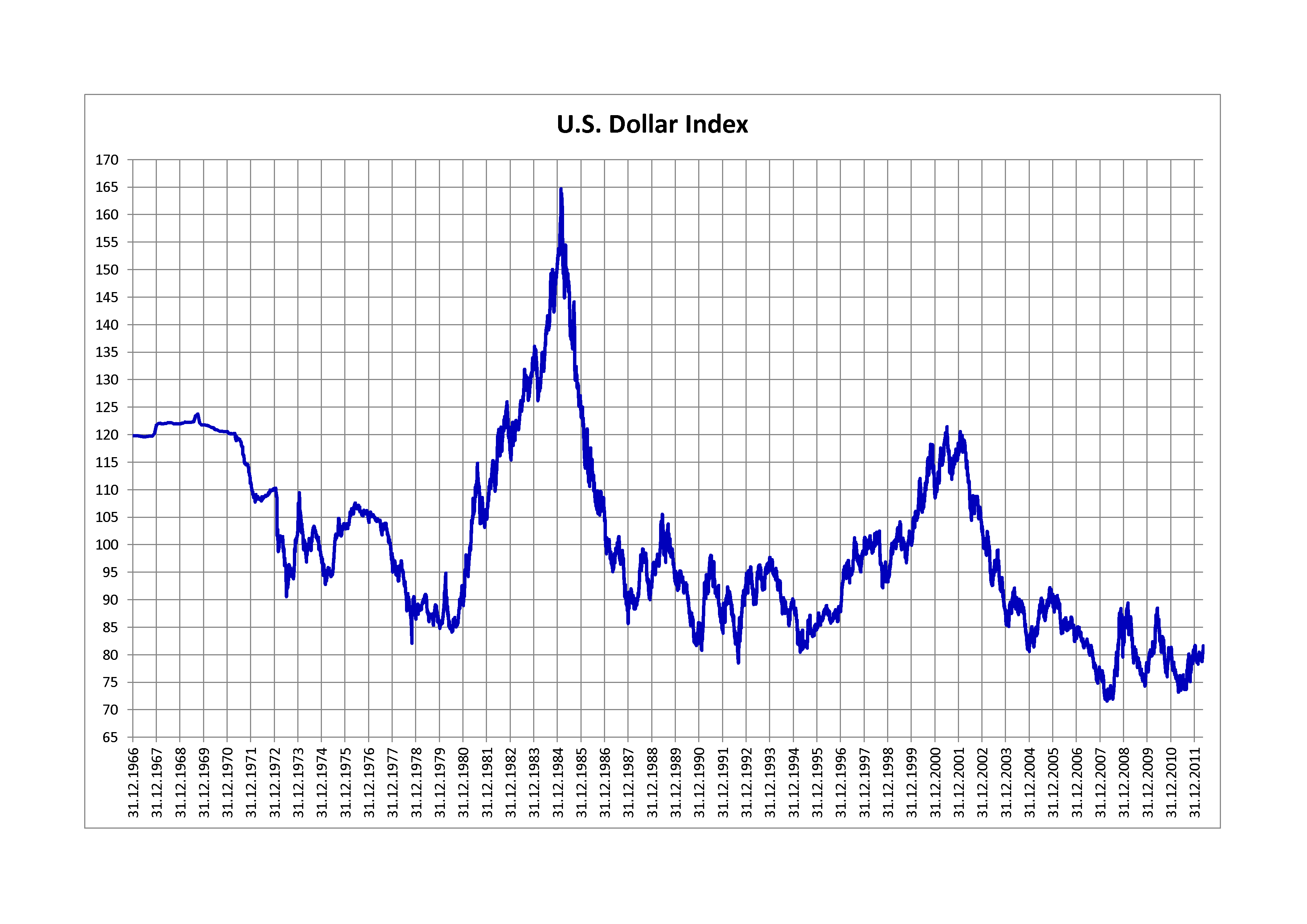
U.S. Dollar Index 1966–2012

Nach dem Zusammenbruch des Bretton-Woods-Systems wurde im März 1973 der geometrisch gewichtete U.S. Dollar Index (USDX) eingeführt und auf einen Wert von 100 gesetzt. Beim USDX wird der US-Dollar ins Verhältnis zu sechs anderen Währungen gesetzt. Dieser Vergleich soll den Wert des US-Dollars aussagekräftig abbilden. Meist wird nur eine Währung gegen eine andere ins Verhältnis gesetzt.
Der Index stellt einen Korb mit folgenden Währungen dar: Euro (57,6 %), japanischer Yen (13,6 %), das britische Pfund (11,9 %), der kanadische Dollar (9,1 %), die schwedische Krone (4,2 %) sowie der Schweizer Franken (3,6 %). Ein US-Dollar-Index von 120 bedeutet, dass der US-Dollar 20 % mehr wert ist als der gleiche Währungskorb im Jahr 1973 (Bezugswert).
Der USDX ist seit 1985 an der ICE Futures U.S., früher „New York Board of Trade“ (NYBOT), gelistet.

### Trade Weighted US Dollar Index
Vergleichbar mit dem geometrisch gewichteten U.S. Dollar Index ist der handelsgewichtete Trade Weighted US Dollar Index. Die US-Notenbank (FED) berechnet die effektiven Wechselkurse im Index seit 1998 mit einer breiten Gruppe (The Broad Index) von Handelspartnern. Diese spaltet sich in eine Hauptgruppe (The Major Currencies Index) und in eine Nebengruppe (OITP – Other important trading partners).
Der Index der FED misst im Vergleich zum U.S. Dollar Index viel akkurater den Wert des US-Dollars, da die Gewichtung der FED die Wettbewerbsfähigkeit US-amerikanischer Güter im Vergleich zu anderen Ländern und Handelspartnern stellt.
Der Major Currencies Index ist in den letzten Jahren stark gesunken und liegt momentan bei einem durchschnittlichen Wert von 76,1018 Punkten (Stand: September 2010). Im Vergleich zu 1985, als der Index einen Höchststand von durchschnittlich 140 Indexpunkten erreichte, stagniert er seit 2007 bei einem Wert zwischen 70 und 80 Indexpunkten. Im Umkehrschluss bedeutet dies, dass der US-Dollar in den letzten Jahren im Verhältnis zu den anderen Währungen stark an Wert verloren hat.
| Jahr | Punkte   |
| ---- | -------- |
| 1973 | 100,2277 |
| 1982 | 115,7585 |
| 1991 | 088,5180 |
| 2000 | 101,5737 |
| 2009 | 078,1149 |
| 2010 | 076,1018 |

## Münzen

### Beschreibung
| Nennwert               | Vorderseite         | Rückseite         | Porträt                                          | Motiv                                                                 | Gewicht | Durchmesser | Dicke   | Material                         | Rand                    |
| ---------------------- | ------------------- | ----------------- | ------------------------------------------------ | --------------------------------------------------------------------- | ------- | ----------- | ------- | -------------------------------- | ----------------------- |
| 1 Cent „Penny“         | Vorderseite Penny   |                   | Abraham Lincoln                                  | bis 2008 Lincoln Memorial 2009 wechselnde Motive ab 2010 Wappenschild | 2,50 g  | 19,051 mm   | 1,55 mm | 97,5 % Zn 2,5 % Cu               | glatt                   |
| 5 Cents „Nickel“       |                     | Rückseite Nickel  | Thomas Jefferson                                 | Monticello 2004/05 wechselnde Motive                                  | 5,00 g  | 21,21 mm    | 1,95 mm | 75 % Cu 25 % Ni                  | glatt                   |
| 10 Cents „Dime“        | Vorderseite Dime    | Rückseite Dime    | Franklin D. Roosevelt                            | Olivenzweig, Fackel, Eichenzweig                                      | 2,27 g  | 17,91 mm    | 1,35 mm | 91,67 % Cu 8,33 % Ni             | 118 Riffel              |
| 25 Cents „Quarter“     | Vorderseite Quarter | Rückseite Quarter | George Washington                                | bis 1998 Weißkopfseeadler ab 1999 wechselnde Motive                   | 5,67 g  | 24,26 mm    | 1,75 mm | 91,67 % Cu 8,33 % Ni             | 119 Riffel              |
| 50 Cents „Half dollar“ | Vorderseite Half    | Rückseite Half    | John F. Kennedy                                  | Siegel des Präsidenten                                                | 11,34 g | 30,61 mm    | 2,15 mm | 91,67 % Cu 8,33 % Ni             | 150 Riffel              |
| 1 Dollar „Buck“        |                     | Rückseite Dollar  | Sacajawea                                        | bis 2008 fliegender Weißkopfseeadler ab 2009 wechselnde Motive        | 8,10 g  | 26,50 mm    | 2,00 mm | 88,5 % Cu 6 % Zn 3,5 % Mn 2 % Ni | glatt ab 2009 Inschrift |
| 1 Dollar „Buck“        | Vorderseite Dollar  | Rückseite Dollar  | Präsidenten der Vereinigten Staaten (Motivserie) | Freiheitsstatue                                                       | 8,10 g  | 26,50 mm    | 2,00 mm | 88,5 % Cu 6 % Zn 3,5 % Mn 2 % Ni | Inschrift               |

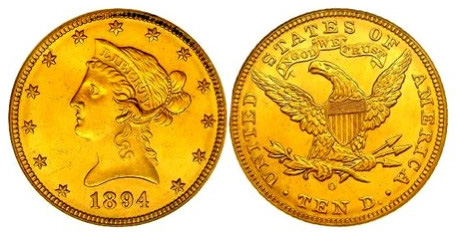
Eagle von 1894

Im Laufe der Zeit wurden weitere Münzen mit anderen Nennwerten geprägt:
- Half Cent, ½ Cent (1793–1857)
- Two Cents, 2 Cent (1864–1873)
- Three Cents, 3 Cent (1851–1889)
- Twenty Cents, 20 Cent (1875–1878)
- Quarter Eagle, 2½ Dollar (1796–1929)
- Three Dollar, 3 Dollar (1854–1889)
- Half Eagle, 5 Dollar (1795–1929)
- Eagle, 10 Dollar (1795–1933)
- Double Eagle, 20 Dollar (1849–1933)

Die 10-Dollar-Goldmünze, die aufgrund ihres Adlermotivs als Eagle (Adler) bezeichnet wurde, sowie die Quarter-, Half- und Double-Eagle-Münzen und auch die 1- und 3-Dollar-Goldmünzen, die in Umlauf waren, wurden im Zuge des Goldverbotes von der Federal Reserve Bank eingezogen. Die noch mit der Jahreszahl 1933 geprägte „Double-Eagle“ im Wert von 20 Gold-Dollar wurde aufgrund des Goldverbot-Erlasses nicht mehr ausgegeben. Eines der etwa 20 nicht eingeschmolzenen Exemplare wurde auf einer Auktion am 30. Juli 2002 im Auktionshaus Sotheby’s in New York für den Rekordpreis von insgesamt 6,6 Mio. US-Dollar verkauft, was wohl dem bis dahin höchst gezahlten Sammlerpreis für eine Münze entspricht.

### Geschichte der Münzen

#### „Penny“
1793 bis 1857 war das 1-Cent-Stück eine 27 bis 29 mm große Kupfermünze, „Large Cent“ genannt. 1856 bis 1858 war das Vorderseitenmotiv ein fliegender Adler und 1859 bis 1909 ein Porträt der Liberty mit indianischem Kopfschmuck.
Seit 1909 zeigt die Vorderseite ein von Victor D. Brenner entworfenes Porträt Abraham Lincolns. Zwischen 1959 und 2008 befand sich auf der Rückseite das Lincoln Memorial. 2009 wurden vier Sondermotive zu Ehren Lincolns geprägt und seit 2010 ist auf der Rückseite ein Wappenschild zu sehen.

#### „Nickel“
Seit 2006 ist auf der Vorderseite der 5-Cent-Nickel-Münze ein Bildnis von Thomas Jefferson zu sehen.
Das Porträt zeigt Jefferson in seiner Position als Vize-Präsident im Alter von 57 Jahren. Dieses Gemälde war Grundlage für die meisten Bilder, die zu Lebzeiten von Jefferson gemacht wurden. Die Inschrift „Liberty“ (Freiheit) wurde nach seiner eigenen Handschrift modelliert. Diese Inschrift trat erstmals 2005 auf der Nickel-Münze in Erscheinung.
Das Design der Rückseite des Nickel war im Jahr 2006 schärfer und detailgetreuer denn je. Das ist darauf zurückzuführen, dass die Kupferstecher der United States Mint ihr Original mit mehr Details (wie zum Beispiel Balkone, Fenster, Türen) versehen haben.

#### „Dime“
Am 30. Januar 1946 wurde der Dime (Zehn-Cent-Münze) in der Version mit dem Abbild des Präsidenten Franklin D. Roosevelts, in Gedenken an dessen Tod am 12. April 1945, eingeführt. Noch heute befindet sich diese Münze im Umlauf. Ein Grund für die Einführung war, dass sich kurz nach Roosevelts Tod 1945 viele Bürger in schriftlicher Form mit der Bitte, das Bildnis von Franklin D. Roosevelt auf eine Münze prägen zu lassen, an das Bundesministerium für Finanzen wandten, da sich dieser zu Lebzeiten im Alter von 39 Jahren an einem Forschungsprogramm namens „March of Dimes“ für Heilmittel gegen das Polio-Virus beteiligte. Auf der Kehrseite der Münze befinden sich eine Fackel, die für die Freiheit steht, ein Olivenzweig, der Frieden symbolisiert, und der Ast einer Eiche, der Stärke und Unabhängigkeit versinnbildlicht. Der Dime ist von allen Münzen die kleinste und dünnste, die heute noch verwendet wird. Der Klang des Namens „Dime“ war damals schon der gleiche wie heute, jedoch wurde die Schreibweise verändert. Der Dime schrieb sich seinerzeit noch „disme“. Dies beruht auf dem alten lateinischen Begriff „Decimus“, was so viel bedeutet wie Zehntel.

#### „Quarter Dollar“
Der Quarter-Dollar, der seit 1796 produziert wird, hat den Wert von 25 Cent beziehungsweise von einem Viertel eines US-Dollars. Auf den ersten im Umlauf befindlichen Geldstücken befand sich auf der Vorderseite der Münze Lady Liberty und auf der Kehrseite der Weißkopfseeadler. Im Jahre 1932 wurde zum 200. Geburtstag George Washingtons ein neuer Quarter mit dessen Abbild eingeführt.
1999 wurde die 50-State-Quarters-Serie gestartet. Seitdem wurden jährlich fünf US-Bundesstaaten mit einem Quarter gewürdigt. 2009 wurde die Serie mit Ausgaben für den District of Columbia und fünf Außengebiete ergänzt. Ab 2010 werden im „America the Beautiful Quarters“-Programm jährlich fünf Nationalparks oder andere Stätten von nationaler Bedeutung dargestellt.

#### „Half Dollar“
Die Vorderseite dieser 50-Cent-Münze zeigt ein Porträt von John Fitzgerald Kennedy, welcher der jüngste jemals gewählte Präsident war. Die Grundlage für das Porträt auf der Münze bildeten die Präsidentschaftswahlen. Der Bildhauer Roberts entwarf dieses Design unmittelbar nach der Ermordung Kennedys. Grundlage für das Design auf der Rückseite war das Präsidentschaftssiegel. Es besteht aus dem Abbild eines Wappenadlers mit einem Schild auf der Brust, der einen symbolischen Olivenzweig in der einen und ein Bündel aus 13 Pfeilen in der anderen Kralle hält. Dieser Adler wird von einem Kranz aus 50 Sternen umgeben, die sinnbildlich für die 50 Staaten stehen.

#### „Dollar“
Die 1-Dollar-Münzen aus Silber wurden mit teilweise längeren Unterbrechungen seit 1794 geprägt. Die ersten Münzen waren die Flowing Hair Silver Dollars, sie zeigten das Profil von Miss Liberty mit wehendem Haar (1794–1803). 2013 wurde eine solche Münze für 10 Millionen US-Dollar ersteigert, der höchste bis dahin gezahlte Betrag für eine Münze überhaupt. Die zweite Prägeperiode von 1-US-Dollar-Münzen aus Silber währte von 1840 bis 1873, die dritte von 1878 bis 1904 bzw. 1921. In der dritten Prägeperiode wurde der Morgan-Dollar geprägt. 1921 begann auch die vierte Prägeperiode (bis 1935), in der Peace-Dollars geprägt wurden.
Derzeit sind zwei verschiedene 1-Dollar-Münz-Serien in Produktion. Zum einen ist es der Sacagawea-Dollar, der erstmals im Jahr 2000 ausgegeben wurde und seit 2009 spezielle, jährlich wechselnde Motive zu Ehren der amerikanischen Ureinwohner trägt („Native American $1 Coin“); zum anderen ist es die Präsidentendollar-Serie („Presidential $1 Coin Program“), die im Jahr 2007 eingesetzt wurde. Beide 1-Dollar-Münz-Serien sind goldfarbig. Dies kommt durch eine spezielle Mischung aus verschiedenen Metallen zustande, obwohl hier kein Gold enthalten ist. Diese Münzen haben die gleiche „elektromagnetische Signatur“ wie der vorangegangene Susan-B.-Anthony-Dollar (SBA-Dollar), der silberfarben war. Diese Münze wies in Bezug auf Farbe und Größe eine große Ähnlichkeit zum Quarter auf, was oft zu Verwechslungen führte. Da diese Münze eher unpopulär war, blieb der 1-Dollar-Schein das gängigere Zahlungsmittel. 1980 wurde die Prägung dieser Münze eingestellt, jedoch folgten in den Jahren 1981 und 1999 Sonderprägungen. Diese Münze ist heutzutage zwar selten im Umlauf, gilt aber weiterhin als Zahlungsmittel. Anzutreffen sind sie am ehesten als Rückgeld bei Verkaufsautomaten.
Ironischerweise wurde den „Präsidenten-Dollars“ zum Teil ihre Popularität zum Verhängnis, da sie sich bei Sammlern hoher Beliebtheit erfreuen und somit zu oft aus dem Zahlungsverkehr gezogen wurden. Ursprünglich war die Einführung der neuen Motivserie darauf ausgerichtet, die Dollar-Münze gegenüber dem Dollar-Schein zu einem üblicheren Zahlungsmittel zu machen, da Scheine schneller verschleißen und somit früher ersetzt werden müssen. Mittlerweile ist dieser Ansatz jedoch aufgegeben worden und man hat sich entschlossen, die Serie bewusst für Sammler – in deutlich verringerter Prägezahl – fortzuführen.

#### Weitere umgangssprachliche Bezeichnungen von Dollarmünzen
Die 1-Dollar-Münze wird auch als „single“ bezeichnet, die 2-Dollar-Münze als „deuce“ (der 2-Dollar-Schein aber als „lazy deuce“) und die 5-Dollar-Münze als „fin“ oder „fiver“.

## Banknoten

### Beschreibung
Die Abmessungen der im Umlauf befindlichen Scheine unterscheiden sich (trotz des unterschiedlichen Wertes) nicht hinsichtlich ihres Papierzuschnittes (wie z. B. beim Euro) und betragen einheitlich 155,81 mm mal 66,42 mm. Die Dicke ist nicht präzisiert und wird mit 0,1 mm bis 0,6 mm angegeben; die meisten der umlaufenden Noten weisen aber eine Dicke von 0,11 mm auf. Es hat in der Vergangenheit sehr viele verschiedene Arten von Dollarnoten gegeben. Heutzutage werden lediglich Federal Reserve Notes herausgegeben. Nichtsdestoweniger bezieht sich das Gesetz von 1965, welches den Status von Dollarnoten als gesetzliches Zahlungsmittel regelt, auf die damals als Hauptwährung betrachteten United States Dollar Notes. Sie werden als „Legal Tender“ oder auch, wegen des roten Siegelaufdrucks, als „Red Seal“ bezeichnet. Dieses Gesetz besagt, dass ebendiese United States Dollars, zusammen mit Federal Reserve Notes sowie Noten, die von National Banks und Federal Reserve Banks herausgegeben werden, gesetzliches Zahlungsmittel sind. Kein gesetzliches Zahlungsmittel stellen demzufolge die alten Gold Certificates und Silver Certificates dar. Hergestellt und herausgegeben werden heute nur Federal Reserve Notes, und es sind auch keine anderen mehr in Umlauf. Die Herstellungskosten und Papierkosten je Dollar liegen bei 3,6 Cent je Dollarnote.
Der Hauptbestandteil des Dollars ist Denim, also ein besonders fest gewebter Baumwollstoff.
| Nennwert                                                                       | Vorderseite | Rückseite | Porträt            | Rückseitenmotiv                                                         |
| ------------------------------------------------------------------------------ | ----------- | --------- | ------------------ | ----------------------------------------------------------------------- |
| 1 Dollar                                                                       |             |           | George Washington  | Schriftzug „ONE“ und die beiden Seiten des Staatssiegels                |
| 2 Dollar                                                                       |             |           | Thomas Jefferson   | Unterzeichnung der Unabhängigkeitserklärung (Gemälde von John Trumbull) |
| 5 Dollar                                                                       |             |           | Abraham Lincoln    | Lincoln Memorial                                                        |
| 10 Dollar                                                                      |             |           | Alexander Hamilton | US-Finanzministerium                                                    |
| 20 Dollar                                                                      |             |           | Andrew Jackson     | Weißes Haus                                                             |
| 50 Dollar                                                                      |             |           | Ulysses S. Grant   | Kapitol                                                                 |
| 100 Dollar                                                                     |             |           | Benjamin Franklin  | Independence Hall                                                       |
| Letztmals 1945 gedruckt; 1969 zurückgezogen; weiterhin legales Zahlungsmittel: |             |           |                    |                                                                         |
| 500 Dollar                                                                     |             |           | William McKinley   | (schriftliche Wiedergabe des Nennwerts)                                 |
| 1.000 Dollar                                                                   |             |           | Grover Cleveland   | (schriftliche Wiedergabe des Nennwerts)                                 |
| 5.000 Dollar                                                                   |             |           | James Madison      | (schriftliche Wiedergabe des Nennwerts)                                 |
| 10.000 Dollar                                                                  |             |           | Salmon P. Chase    | (schriftliche Wiedergabe des Nennwerts)                                 |
| Nicht in Umlauf gebracht, kein legaler Besitz möglich:                         |             |           |                    |                                                                         |
| 100.000 Dollar                                                                 |             |           | Woodrow Wilson     | (schriftliche Wiedergabe des Nennwerts)                                 |

Anmerkungen

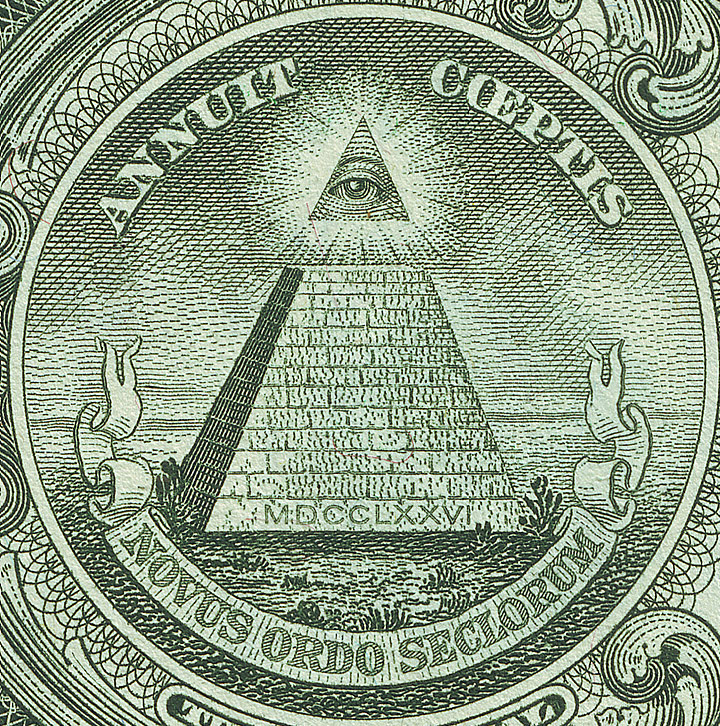
Rückseite des Großen Siegels der Vereinigten Staaten auf der Rückseite der Ein-Dollar-Note

- Banknoten mit einem Wert über 100 US-Dollar werden heutzutage nicht mehr ausgegeben, gelten jedoch weiterhin als amtliches Zahlungsmittel, wobei allerdings ihr Sammlerwert den Nennwert heute bei weitem übersteigt. Die meisten Exemplare, die sich noch im Umlauf befinden, sind im Besitz von Sammlern und Museen.[53]
- Die Note mit dem höchsten Nennwert, die je vom „Bureau of Engraving and Printing“ gedruckt wurde, war ein Gold-Zertifikat von 1934 zu 100.000 US-Dollar. Dieses wurde nur gegen Gold in Höhe des gleichen Wertes ausgegeben. Dieser Schein wurde nur für Transaktionen zwischen Zentralbanken genutzt.[53]

### Besonderheiten der Banknoten

#### Seriennummern der Banknoten
Die Seriennummer eines Dollarscheines ist nach einem für alle Scheine einheitlichen Schema aufgestellt:
Sie besteht aus zwei Großbuchstaben, gefolgt von acht Ziffern, abschließend ein weiterer Großbuchstabe.
Beispiel: DL82674476A
Erläuterungen anhand des Beispiels:
- D: Der erste Buchstabe gibt die Serie oder auch Auflage des Scheins an, z. B. das „D“ zeigt an, dass dieser Schein zu einer Serie von 2003 gehört. Bei einer Veränderung des Designs einer Banknote wird eine neue Serie aufgelegt, ganz unabhängig vom Umfang der Veränderung. Beispielsweise kann eine neue Serie aufgrund der Änderung der Unterschrift auf dem Schein gedruckt werden. Eine neue Serie wird etwa alle ein bis zwei Jahre aufgelegt.
- L: Der zweite Buchstabe zeigt, von welcher Bank der Schein in Auftrag gegeben wurde. Insgesamt gibt es Zentralbanken an zwölf Standorten, denen folgende Buchstaben zugeordnet sind:
  - A: Boston
  - B: New York
  - C: Philadelphia
  - D: Cleveland
  - E: Richmond (Virginia)
  - F: Atlanta
  - G: Chicago
  - H: Saint Louis
  - I: Minneapolis
  - J: Kansas City (Missouri)
  - K: Dallas
  - L: San Francisco
- 82674476: Die Zahlenreihe ist eine fortlaufende Nummer.
- A: Dieser Buchstabe zählt immer um einen Buchstaben weiter, sobald die fortlaufende Nummer ihr Ende erreicht hat, und wieder bei 00000001 anfangen muss. Die Buchstaben O und Z werden ausgelassen, wodurch es 24 Kombinationen gibt.

Hinzu kommen noch die „star notes“, auch Ersatzbanknoten genannt, die für fehlerhafte Scheine ausgegeben werden. Im amerikanischen Geldsystem haben die Seriennummern einen vorangestellten asterisk oder star, zu deutsch: Stern " * ".

#### Das Grün der „Greenbacks“
Eine genaue Erklärung, warum die Rückseiten der Banknoten der USA mit grüner Tinte gedruckt wurden, gibt es nicht. Bekannt ist, dass 1929 der grüne Farbstoff in großen Mengen vorhanden war und er relativ resistent gegen chemische und physikalische Veränderungen in der Herstellungsweise war. Weiterhin soll die Farbe Grün die Stärke und Stabilität der Regierung zum Ausdruck bringen und Vertrauen in die Währung schaffen.

#### Sicherheitsmerkmale
Seit dem 5. Juli 1865 besteht eine Kooperation zwischen dem United States Secret Service, dem Federal Reserve System und dem Bureau of Engraving and Printing, um Maßnahmen zu entwickeln, die ein Auftreten von Fälschungen so gering wie möglich halten soll. 1966 begann die Regierung, Sicherheitsmerkmale auf den Banknoten aufzudrucken. Um die Sicherheit der Währung weiterhin zu gewährleisten, wird das Design der Scheine alle sieben bis zehn Jahre verändert (außer 1 und 2 Dollar):
- Sicherheitsfaden: Der Sicherheitsfaden ist ein dünner Streifen, der sich durch die Banknote zieht. Dieser ist durch Drucken nicht reproduzierbar. Alle nach 1990 gedruckten Serien (außer die 1- und 2-Dollar-Noten) enthalten dieses Merkmal. Auf diesen Streifen wird der Nennwert der Note gedruckt.[56]
- Mikroschriften: Diese Aufdrucke erscheinen bei normaler Betrachtung als Linie, durch Zuhilfenahme eines Vergrößerungsglases wird jedoch der jeweilige Nennwert der Banknote sichtbar. Die Auflösung der meisten Kopierer ist nicht hoch genug, um diese Schriften zu erkennen.[56]

Seit 1996 werden zusätzlich die folgenden Sicherheitsmerkmale verwendet.
- Wasserzeichen: Dieses Zeichen entsteht durch verschiedene Dichtegrade des Papieres. Wird die Banknote gegen das Licht gehalten, wird das Porträt der auf der Banknote abgebildeten Person sichtbar.[56]
- Optisch veränderliche Tinte: Bei unterschiedlichem Betrachtungswinkel verändert sich die Farbe der Aufschrift.[56]
- Feine Linienstrukturen: Linienmuster werden auf der Vorderseite hinter dem Porträt und auf der Rückseite um das historische Gebäude herum aufgedruckt. Diese Linien sind für das Auge sichtbar, werden aber nur schwer von Scannern und Druckern erkannt.[56]
- Vergrößerte, versetzte Porträts: Die größeren Bilder sind detaillierter und erschweren somit die Fälschung der Banknote. Die jeweiligen Porträts wurden leicht seitlich versetzt, um Raum für das Wasserzeichen und den Sicherheitsfaden zu schaffen. Durch die vergrößerten Bilder wird die Identifikation des Notenwertes für sehbeeinträchtigte Menschen erleichtert.[56]

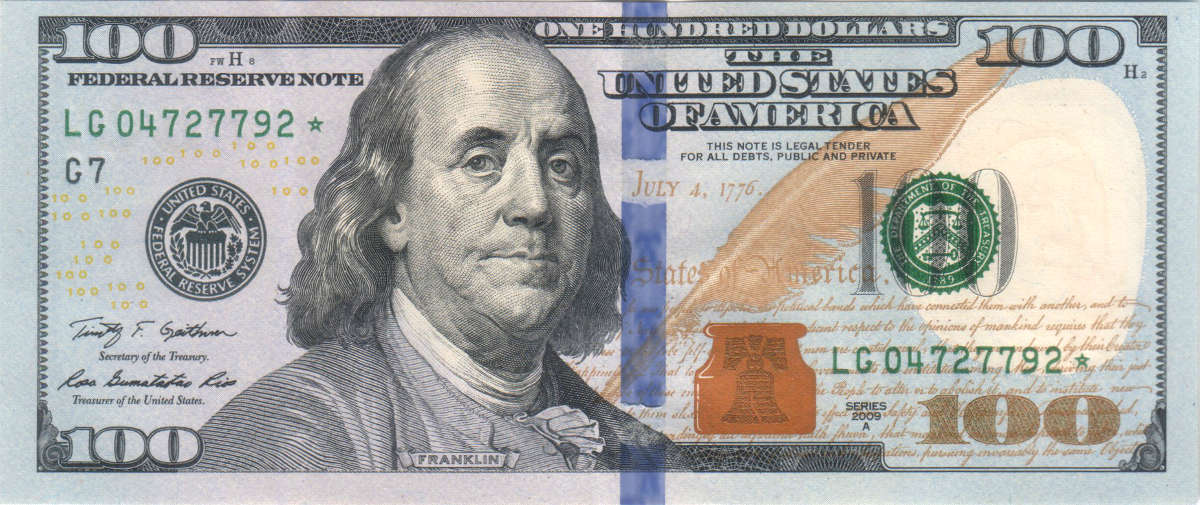
Vorderseite der erneuerten 100-Dollar-Note

Im Februar 2011 sollte eine mit zusätzlichen Sicherheitsmerkmalen ausgestattete Variante des 100-Dollar-Scheines in Umlauf gebracht werden, um der hohen Fälschungsrate entgegenzuwirken. Ein 3D-Sicherheitsband, ein zusätzliches Wasserzeichen, eine goldfarben gedruckte „100“ sowie ein 3D-Bild, das je nach Blickwinkel zwischen einer Glocke und der „100“ wechselt, sollen die Scheine sicherheitstechnisch auf den neuesten Stand bringen und eine Fälschung erschweren. Am 1. Oktober 2010 wurde bekannt gegeben, dass sich die Auslieferung der neuen Scheine jedoch verzögern wird, da die geplanten Mengen wegen Problemen im Herstellungsprozess nicht rechtzeitig produziert werden könnten. Nach Presseberichten sind bis zu 30 % der produzierten Noten fehlerhaft, so dass die Produktion vorerst eingestellt wurde und für den laufenden Bedarf weiter „alte“ Noten gedruckt werden. Der neue 100-Dollar-Schein wurde am 8. Oktober 2013 ausgegeben.

### Umgangssprachliche Bezeichnungen der US-Dollarscheine
Die umgangssprachlichen Bezeichnungen der Dollarscheine sind teils identisch mit jenen der Dollarmünzen, teils unterscheiden sie sich aber auch von jenen. Eine gängige Bezeichnung für Dollar-Geldscheine lautet buck (Singular) bzw. bucks (Plural). Der Begriff stellt möglicherweise die Kurzform des Begriffes buckskin (Wildleder) dar, das in der Zeit der amerikanischen Gründerjahre als Zahlungsmittel galt. Den 2-Dollar-Schein nennt man lazy deuce (die 2-Dollar-Münze jedoch nur deuce), die 10- und 20-Dollar-Note heißen sawbuck und double sawbuck. 100 Dollar(s) nennt man large, 1000 Dollar(s) werden häufig als grand (bzw. G) bezeichnet. 
Teilweise werden auch die Namen der Personen, die auf den Vorderseiten der Scheine abgebildet sind, als Spitznamen verwendet, wie beispielsweise „George“, „Tom“ oder „Frank“.
Dead presidents („tote Präsidenten“) ist ebenfalls eine gelegentlich genutzte Umschreibung, ungeachtet der Tatsache, dass Alexander Hamilton, der auf der 10-Dollar-Note abgebildet ist, sowie Benjamin Franklin, dessen Porträt die 100-Dollar-Note prägt, keine Präsidenten waren.

## Herkunft des „$“-Zeichens
Der Ursprung des bekannten $-Zeichens, das auch für den US-Dollar steht, ist unbekannt. Möglich ist, dass das Zeichen aus dem Kürzel für den in der Neuen Welt verbreiteten Spanischen Florin (Gulden) und insbesondere der Abkürzung „Ps.“, die für Peso entstand; in Nordamerika zur damaligen Zeit auch als „Spanischer Dollar“ bezeichnet.
Beim Schreiben sei das „S“ mit der Zeit über dem „P“ geschrieben worden und so sei ein neues Zeichen entstanden. Die Rundungen des „P“ seien nach und nach weggefallen und „$“ sei übriggeblieben.
Der spanische Dollar war in den USA weit verbreitet, bis er im Jahr 1785 durch den US-Dollar ersetzt wurde. Das Zeichen „$“ steht nicht ausschließlich für die US-Währung, sondern ist in vielen spanischsprachigen Ländern Lateinamerikas bis heute ein übliches Peso-Symbol.

## Inschriften auf Münzen und Banknoten
Auf allen seit 1793 geprägten Dollarmünzen findet sich das Wort LIBERTY („Freiheit“). Das Motto E pluribus unum („Aus vielen eines“) trugen zunächst nur einige Gold- und Silbermünzen. Inzwischen ist es Teil aller Münzen der USA. Mit dem Coinage Act of 1864 wurde das 2-Cent-Stück eingeführt. Es war die erste Münze mit der Inschrift In God we trust („Auf Gott vertrauen wir“). Nach und nach wurde der Spruch auf den anderen Münzen übernommen und ist seit 1938 auf alle Münzen geprägt. Die Banknoten tragen nur die Inschrift In God We Trust. Diese erschien zum ersten Mal 1957 auf einem Silber-Zertifikat zu einem Dollar, nachdem der Spruch 1956 zum Nationalmotto erklärt wurde.

## Hawaii-Dollar
Um zu verhindern, dass bei einer möglichen Eroberung von Hawaii größere Dollar-Bestände in feindliche Hände fallen, wurden ab Juni 1942 (Japan hatte am 7. Dezember 1941 Pearl Harbor überfallen) eigene Banknoten auf Hawaii ausgegeben. Diese waren motivgleich zu den normalen Dollarnoten, allerdings wurde das Siegel des Schatzamtes und die Seriennummer in Braun statt in Rot oder Blau gedruckt und der Aufdruck HAWAII ergänzt, zweimal klein auf der Vorderseite und einmal groß auf der Rückseite. Die Serie umfasste Banknoten zu 1, 5, 10 und 20 Dollar.